# 1799 год
1799 (ты́сяча семьсо́т девяно́сто девя́тый) год  по григорианскому календарю — невисокосный год, начинающийся во вторник. Это 1799 год нашей эры, 9‑й год 10‑го десятилетия XVIII века 2‑го тысячелетия, 10‑й год 1790‑х годов. Он закончился 226 лет назад.
| Пн | Вт | Ср | Чт | Пт | Сб | Вс |
|    | 1  | 2  | 3  | 4  | 5  | 6  |
| 7  | 8  | 9  | 10 | 11 | 12 | 13 |
| 14 | 15 | 16 | 17 | 18 | 19 | 20 |
| 21 | 22 | 23 | 24 | 25 | 26 | 27 |
| 28 | 29 | 30 | 31 |    |    |    |

| Пн | Вт | Ср | Чт | Пт | Сб | Вс |
|    |    |    |    | 1  | 2  | 3  |
| 4  | 5  | 6  | 7  | 8  | 9  | 10 |
| 11 | 12 | 13 | 14 | 15 | 16 | 17 |
| 18 | 19 | 20 | 21 | 22 | 23 | 24 |
| 25 | 26 | 27 | 28 |    |    |    |

| Пн | Вт | Ср | Чт | Пт | Сб | Вс |
|    |    |    |    | 1  | 2  | 3  |
| 4  | 5  | 6  | 7  | 8  | 9  | 10 |
| 11 | 12 | 13 | 14 | 15 | 16 | 17 |
| 18 | 19 | 20 | 21 | 22 | 23 | 24 |
| 25 | 26 | 27 | 28 | 29 | 30 | 31 |

| Пн | Вт | Ср | Чт | Пт | Сб | Вс |
| 1  | 2  | 3  | 4  | 5  | 6  | 7  |
| 8  | 9  | 10 | 11 | 12 | 13 | 14 |
| 15 | 16 | 17 | 18 | 19 | 20 | 21 |
| 22 | 23 | 24 | 25 | 26 | 27 | 28 |
| 29 | 30 |    |    |    |    |    |

| Пн | Вт | Ср | Чт | Пт | Сб | Вс |
|    |    | 1  | 2  | 3  | 4  | 5  |
| 6  | 7  | 8  | 9  | 10 | 11 | 12 |
| 13 | 14 | 15 | 16 | 17 | 18 | 19 |
| 20 | 21 | 22 | 23 | 24 | 25 | 26 |
| 27 | 28 | 29 | 30 | 31 |    |    |

| Пн | Вт | Ср | Чт | Пт | Сб | Вс |
|    |    |    |    |    | 1  | 2  |
| 3  | 4  | 5  | 6  | 7  | 8  | 9  |
| 10 | 11 | 12 | 13 | 14 | 15 | 16 |
| 17 | 18 | 19 | 20 | 21 | 22 | 23 |
| 24 | 25 | 26 | 27 | 28 | 29 | 30 |

| Пн | Вт | Ср | Чт | Пт | Сб | Вс |
| 1  | 2  | 3  | 4  | 5  | 6  | 7  |
| 8  | 9  | 10 | 11 | 12 | 13 | 14 |
| 15 | 16 | 17 | 18 | 19 | 20 | 21 |
| 22 | 23 | 24 | 25 | 26 | 27 | 28 |
| 29 | 30 | 31 |    |    |    |    |

| Пн | Вт | Ср | Чт | Пт | Сб | Вс |
|    |    |    | 1  | 2  | 3  | 4  |
| 5  | 6  | 7  | 8  | 9  | 10 | 11 |
| 12 | 13 | 14 | 15 | 16 | 17 | 18 |
| 19 | 20 | 21 | 22 | 23 | 24 | 25 |
| 26 | 27 | 28 | 29 | 30 | 31 |    |

| Пн | Вт | Ср | Чт | Пт | Сб | Вс |
|    |    |    |    |    |    | 1  |
| 2  | 3  | 4  | 5  | 6  | 7  | 8  |
| 9  | 10 | 11 | 12 | 13 | 14 | 15 |
| 16 | 17 | 18 | 19 | 20 | 21 | 22 |
| 23 | 24 | 25 | 26 | 27 | 28 | 29 |
| 30 |    |    |    |    |    |    |

| Пн | Вт | Ср | Чт | Пт | Сб | Вс |
|    | 1  | 2  | 3  | 4  | 5  | 6  |
| 7  | 8  | 9  | 10 | 11 | 12 | 13 |
| 14 | 15 | 16 | 17 | 18 | 19 | 20 |
| 21 | 22 | 23 | 24 | 25 | 26 | 27 |
| 28 | 29 | 30 | 31 |    |    |    |

| Пн | Вт | Ср | Чт | Пт | Сб | Вс |
|    |    |    |    | 1  | 2  | 3  |
| 4  | 5  | 6  | 7  | 8  | 9  | 10 |
| 11 | 12 | 13 | 14 | 15 | 16 | 17 |
| 18 | 19 | 20 | 21 | 22 | 23 | 24 |
| 25 | 26 | 27 | 28 | 29 | 30 |    |

| Пн | Вт | Ср | Чт | Пт | Сб | Вс |
|    |    |    |    |    |    | 1  |
| 2  | 3  | 4  | 5  | 6  | 7  | 8  |
| 9  | 10 | 11 | 12 | 13 | 14 | 15 |
| 16 | 17 | 18 | 19 | 20 | 21 | 22 |
| 23 | 24 | 25 | 26 | 27 | 28 | 29 |
| 30 | 31 |    |    |    |    |    |

## События

### Война в Европе
- Начало года — турецкие войска двинуты через Сирию против французов. Французы вторглись в Южную Сирию.
- Январь — Союзные договоры России и Англии с Турцией.
- 3 января — в Константинополе подписан Русско-турецкий союзный договор, оформивший вступление Турции в антифранцузскую коалицию.
- Весна — французская армия Журдана разбита в Германии и отступила за Рейн.
- 2 марта — русский флот под командованием Ушакова после 4-х месячной осады взял штурмом остров Корфу[1].
- 7 марта — французы взяли Яффу, и затем направились к крепости Акра (Акко).
- Апрель — русские войска А. В. Суворова появились в Северной Италии.
- 21 апреля — Взятие города Брешиа русскими войсками.
- 24 апреля — Взятие города Бергамо русскими войсками.
- 26—28 апреля — Сражение на реке Адде между русско-австрийской армией и французскими войсками. Силы Суворова форсировали реку Адду и нанесли поражение французской армии генерала Жана Виктора Моро[2].
- 26 апреля — Взятие города Лекко русским отрядом генерала князя П. И. Багратиона.
- 28-29 апреля — Взятие города Милана русскими войсками[2].
- 3 мая — Взятие города Павии русскими войсками А. В. Суворова.
- 6 мая — Взятие крепости Пескиеры.
- 9 мая — Взятие города Тортоны.
- 26 мая — Взятие г. Турина русскими войсками фельдмаршала А. В. Суворова.
- Май — После двухмесячной осады Акки французы отступили в Египет.
- 17—19 июня — Сражение на реке Требии между русско-австрийскими войсками А. В. Суворова и корпусом генерала Макдональда. Победа Суворова.
- конец июня — Армия Моро вынуждена отступить. Вместо Макдональда главнокомандующим назначен Жубер.
- 27 июня — Начало осады Александрийской цитадели.
- 22 июля — Взятие после осады Александрийской цитадели.
- 28 июля — Взятие г. Мантуя.
- 15 августа — Сражение при Нови между русско-австрийскими войсками А. В. Суворова и корпусом генерала Жубера. Жубер убит, его сменил Моро. Победа армии Суворова. Французы теряют Италию.
- 30 августа — русские войска подошли к подножию Альп.
- сентябрь — Переход армии Суворова через Альпы. Войска Суворова вступили в Швейцарию. Австрийский корпус эрцгерцога Карла уже покинул страну.
- 24 сентября — Взятие русскими войсками А. В. Суворова Сен-Годарта. Бой при Урзене.
- 25 сентября — Взятие русскими войсками А. В. Суворова Чёртова моста.
- 25—26 сентября — Разгром русского корпуса генерала А. М. Римского-Корсакова при Цюрихе.
- 26 сентября — Разгром отряда генерала Лекурба русскими войсками А. В. Суворова при Альдорфе.
- 30 сентября — Разгром отряда генерала Молитора русскими войсками А. В. Суворова в долине Клейнтель (завершён 1 октября).
- 1 октября — Разгром русскими войсками авангарда корпуса генерала А. Массена в Мутенской долине.
- октябрь — Суворов отступил. Выход России из войны.
- 28 октября — Суворову был пожалован чин генералиссимуса российских войск и дан указ о проектировании памятника полководцу в столице.
- октябрь — Наполеон уехал из Египта во Францию, передав командование Клеберу. Его возвращение в Париж.

### Другие события
- В Москве открыта Трёхгорная мануфактура.
- 26 января — в ходе продвижения французской армии в Верхний Египет французы заняли Луксор[3].
- 9 февраля — в ходе продвижения французской армии в Верхний Египет французы заняли Асуан[3].
- 16 февраля — в ходе похода французской армии в Верхний Египет французы заняли Шамб-эль-Уах, достигнув самой южной точки своего продвижения вдоль Нила[3].
- 19 февраля — войска Бонапарта в ходе Сирийского похода заняли Эль-Ариш[3].
- 8 марта — войска Бонапарта в ходе Сирийского похода заняли Яффу[3].
- 4 мая — Взятие столицы Майсура Серингапатама англичанами. Гибель Типпу-Султана.
- 20 мая — Бонапарт снял осаду крепости Акка (Сен-Жан д’Акр) в Палестине, начатую 18 марта, и отдал приказ об отходе в Египет.
- 29 мая — французская армия заняла порт Кусейр на побережье Красного моря[3].
- Массовый призыв в армию во Франции. Легализован якобинский клуб. Принудительный заём и закон о заложниках. Восстание роялистов в Вандее.
- 8 июля (19 июля по новому стилю) Российский император Павел I издаёт именной Указ о создании Российско-американской компании.
- 15 июля — В египетском порту Розетта французский капитан Пьер Бушар обнаружил Розеттский камень, позволивший впоследствии Шампольону расшифровать египетские иероглифы.
- 19 июля — указом Павла I «под высочайшим покровительством» для освоения русских земель в Америке и на прилежащих островах было создано торговое объединение — Российско-Американская компания (РАК). Одним из учредителей и первых директоров её был Н. П. Резанов.
- 25 июля — французская армия в Египте разбила англо-турецкий десант в районе Абукира[3].
- 9-10 ноября (18-19 брюмера VIII года Республики) — Государственный переворот во Франции, Наполеон Бонапарт становится временным консулом вместе с Сийесом и Роже Дюко.
- 9 ноября (18 брюмера) — В Париже введено военное положение. Бонапарт назначен командующим войсками Парижского военного округа. Подали в отставку все члены Директории.
- 10 ноября (19 брюмера) — Бонапарт распустил Совет 500-т и Совет старейшин и продиктовал депутатам декрет о передаче власти трём консулам.
- 1799, 10 ноября-1804 — Период Консульства во Франции. Бонапарт — первый консул.
- 10 декабря — Во Франции введена метрическая система.
- 24 декабря — во Франции введена Конституция VIII года.
- Завоевание Майсура англичанами.
- Начало экспедиции Гумбольдта в Америку. За 5 лет она посетила Венесуэлу, Новую Гранаду (Колумбию), Гвиану, Кубу, Перу, Мексику и США.
- Впервые в мире в Англии был введён подоходный налог.
- Закон о запрещении стачек и рабочих союзов в Англии.
- 1799—1806 — Герцог Баварии Максимилиан IV.
- Пфальц и Бавария объединены под властью Максимилиана IV Иосифа.
- Никола Луи Робер (Франция) получил патент на первую бумагоделательную машину, которая могла изготавливать бумажную ленту.

## Родились

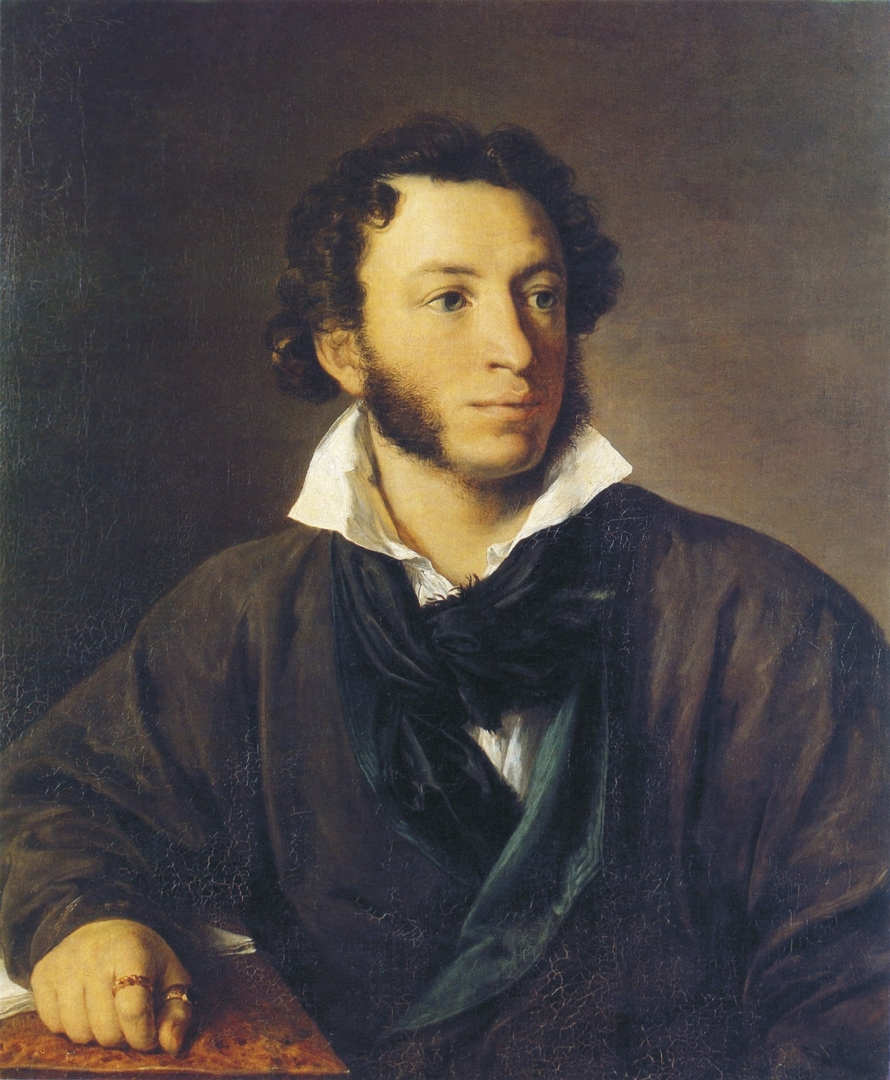
А. С. Пушкин

См. также: Категория:Родившиеся в 1799 году
- 6 января — Авдотья Ильинична Истомина, русская балерина.
- 26 января — Гоба, Самуэль, религиозный деятель, протестантский епископ в Иерусалиме (ум. 1879).
- 7 марта — Франтишек Ладислав Челаковский, чешский поэт, фольклорист.
- 20 мая — Оноре де Бальзак, французский писатель.
- 21 мая — Мэри Эннинг, британский коллекционер окаменелостей и палеонтолог-любитель, известная целым рядом открытий.
- 23 мая — Томас Гуд, английский поэт.
- 6 июня — Александр Сергеевич Пушкин, русский поэт и прозаик.
- 30 августа — Роза Таддеи, итальянская актриса и поэтесса.
- 13 сентября — Михаил Андреянович Лавров, мореплаватель, адмирал.
- 17 октября — Фридрих Людвиг фон Келлер, швейцарский юрист и педагог; профессор университетов Цюриха, Галле и Берлина.
- 18 октября — Кристиан Фридрих Шенбейн, немецкий химик.
- 23 декабря — Карл Павлович Брюллов, русский художник.
- ? — Алымбек Датка, крупный кокандский политический деятель XIX века.

## Скончались

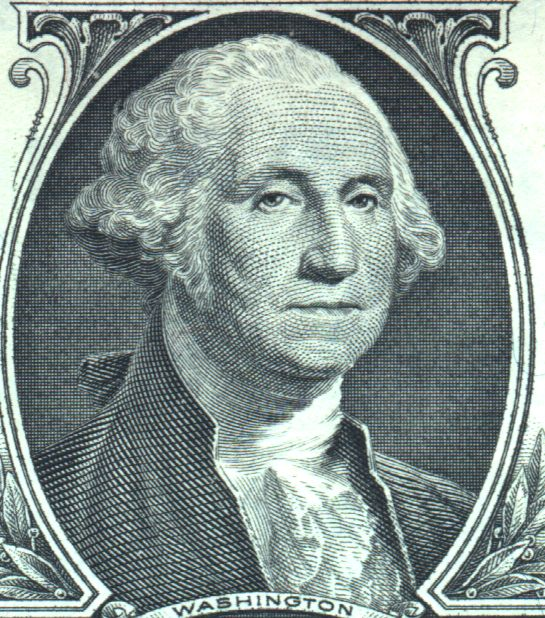
Вашингтон

См. также: Категория:Умершие в 1799 году
- 22 января — Орас Бенедикт де Соссюр, швейцарский естествоиспытатель (род. 1740).
- 6 февраля — Этьен-Луи Булле, французский архитектор (род. 1728).
- 24 февраля — Георг Кристоф Лихтенберг, немецкий писатель, учёный и публицист (род. 1742).
- 18 мая — Пьер Огюстен Карон де Бомарше, французский драматург (род. 1732).
- 17 июля — Уильям Кёртис, английский ботаник (род. 1746).
- 13 августа — Василий Иванович Баженов, русский архитектор (род. 1737 или 1738).
- 15 августа — Бартелеми Жубер, французский полководец (род. 1769).
- 29 августа — Пий VI (в миру Джананджело граф Браски), папа римский (род. 1717).
- 14 декабря — Джордж Вашингтон, первый президент США (род. 1732).
- 18 декабря — Жан Этьен Монтукля, французский математик (род. 1725).